# Komodor (Kanada)
Komodor (angleško Commodore, okrajšava: Cdre in francosko commodore, okrajšava: Cdre) je najnižji admiralski vojaški čin v Kanadskih oboroženih silah za pripadnika Pomorskega poveljstva. V hierarhiji Zemeljskega poveljstva in Zračnega poveljstva mu ustreza čin brigadnega generala.
Do leta 1968, ko je bila izvršena unifikacija Kanadskih oboroženih sil, je bil činu enakovreden tudi čin zračnega komodorja (Air Commodore) v Kraljevem kanadskem vojnem letalstvu. Višji čin je kontraadmiral in nižji čin je kapitan.
Oznaka čina je:
- epoleta ali naprsna oznaka: na kateri se nahaja krona svetega Edvarda, prekrižana sablja in maršalska palica ter en javorjev list[1];
- narokavna oznaka: ena široka črta (1968-2010) oz. ena široka črta s pentljo (od 2010).

V skladu s Natovim standardom STANAG 2116 čin spada v razred OF-6 in velja za enozvezdni čin, kljub temu da ima oznaka namesto zvezd javorjeve liste.

## Galerija
- Narokavna oznaka
 (od 2010)